# コートマーシャル
コートマーシャル（英: Court Martial、1942年 - 1974年）は、イギリスの競走馬及び種牡馬である。
1945年の2000ギニーではその年のダービー馬ダンテ及びナスルーラの甥で種牡馬として成功するロイヤルチャージャーを破った。
また、種牡馬としても1956年と1957年の2年連続でリーディングサイアーとなった。

## 経歴
父フェアトライアルは名馬フェアウェイの産駒で発育が遅く、体質も弱かったが、9戦7勝の成績を収め、1950年にはリーディングサイアーとなった馬で、コートマーシャルのほかにペティション、パレスタインなどマイル前後の距離で活躍する競走馬を輩出している。
母は3頭のダービー馬を輩出したハリーオンの産駒であったが、コートマーシャル以外に目立った産駒はなかった。

### 競走馬時代
1944年にアスコット競馬場でデビューすると、バーグフィールドステークスとシンフィールドステークスを連勝し、2戦2勝の成績で2歳シーズンを終えた。
3歳となった1945年はソールスベリー競馬場のトライアルステークス2着、ブリッジウォーターステークス1着の後、2000ギニーに出走し、後のダービー馬ダンテを2着、種牡馬として活躍するロイヤルチャージャーを3着に退けてクラシックウィナーとなった。
ダービーはダンテの3着に敗れたものの、2馬身＋頭差で2分26秒6の好タイムで走破した。
その後はニューマーケット競馬場のウェブステッドステークスを連勝し、通算8戦6勝の成績で引退した。

## 種牡馬時代
種牡馬となったコートマーシャルは1956年と1957年の2年連続で英愛リーディングサイアーに輝き、2歳リーディングサイアーには6度輝いている。

## 主な産駒
- Above Suspicion (IRE) - セントジェームスパレスステークス
- Court Sentence - セントジェームスパレスステークス
- High Treason (IRE) – ナンソープステークス
- King's Bench -ミドルパークステークス、コヴェントリーステークス
- Major Portion (IRE) - クイーンエリザベス2世ステークス、サセックスステークス
- Marsolve - ジュライカップ
- Pheidippides - ジムクラックステークス
- Rosalba  コロネーションステークス、クイーンエリザベス2世ステークス
- Timandra (FR)- 仏2000ギニー、仏オークス
- Wilkes(FR) - 1962年〜63年及び1963年〜64年オーストラリアリーディングサイアー
- Goofed (USA) - レディースハンデキャップ、リファールの母